# Tersidi Kidul
Tersidi Kidul is een bestuurslaag in het regentschap Purworejo van de provincie Midden-Java, Indonesië. Tersidi Kidul telt 330 inwoners (volkstelling 2010).